# Llista d'asteroides/137801-137900
| Nom      | Designació provisional | Data de descobriment   | Lloc de descobriment | Descobridor/s   |
| -------- | ---------------------- | ---------------------- | -------------------- | --------------- |
| 137801 - | 1999 YR                | Socorro                | LINEAR               |                 |
| 137802 - | 1999 YT                | 16 de desembre de 1999 | Socorro              | LINEAR          |
| 137803 - | 1999 YR1               | 16 de desembre de 1999 | Socorro              | LINEAR          |
| 137804 - | 1999 YQ2               | 16 de desembre de 1999 | Kitt Peak            | Spacewatch      |
| 137805 - | 1999 YK5               | 28 de desembre de 1999 | Socorro              | LINEAR          |
| 137806 - | 1999 YW6               | 30 de desembre de 1999 | Socorro              | LINEAR          |
| 137807 - | 1999 YE7               | 30 de desembre de 1999 | Socorro              | LINEAR          |
| 137808 - | 1999 YU7               | 27 de desembre de 1999 | Kitt Peak            | Spacewatch      |
| 137809 - | 1999 YL8               | 27 de desembre de 1999 | Kitt Peak            | Spacewatch      |
| 137810 - | 1999 YS8               | 27 de desembre de 1999 | Kitt Peak            | Spacewatch      |
| 137811 - | 1999 YD14              | 31 de desembre de 1999 | Kitt Peak            | Spacewatch      |
| 137812 - | 1999 YU14              | 31 de desembre de 1999 | Farpoint             | G. Hug, G. Bell |
| 137813 - | 1999 YB16              | 31 de desembre de 1999 | Kitt Peak            | Spacewatch      |
| 137814 - | 1999 YJ17              | 31 de desembre de 1999 | Kitt Peak            | Spacewatch      |
| 137815 - | 1999 YS23              | 16 de desembre de 1999 | Kitt Peak            | Spacewatch      |
| 137816 - | 1999 YD25              | 27 de desembre de 1999 | Kitt Peak            | Spacewatch      |
| 137817 - | 2000 AE1               | 2 de gener de 2000     | Kitt Peak            | Spacewatch      |
| 137818 - | 2000 AR3               | 2 de gener de 2000     | Socorro              | LINEAR          |
| 137819 - | 2000 AD4               | 3 de gener de 2000     | Socorro              | LINEAR          |
| 137820 - | 2000 AL6               | 4 de gener de 2000     | Prescott             | P. G. Comba     |
| 137821 - | 2000 AO7               | 2 de gener de 2000     | Socorro              | LINEAR          |
| 137822 - | 2000 AB13              | 3 de gener de 2000     | Socorro              | LINEAR          |
| 137823 - | 2000 AN14              | 3 de gener de 2000     | Socorro              | LINEAR          |
| 137824 - | 2000 AT16              | 3 de gener de 2000     | Socorro              | LINEAR          |
| 137825 - | 2000 AX17              | 3 de gener de 2000     | Socorro              | LINEAR          |
| 137826 - | 2000 AX21              | 3 de gener de 2000     | Socorro              | LINEAR          |
| 137827 - | 2000 AY21              | 3 de gener de 2000     | Socorro              | LINEAR          |
| 137828 - | 2000 AC22              | 3 de gener de 2000     | Socorro              | LINEAR          |
| 137829 - | 2000 AC24              | 3 de gener de 2000     | Socorro              | LINEAR          |
| 137830 - | 2000 AP24              | 3 de gener de 2000     | Socorro              | LINEAR          |
| 137831 - | 2000 AM25              | 3 de gener de 2000     | Socorro              | LINEAR          |
| 137832 - | 2000 AW25              | 3 de gener de 2000     | Socorro              | LINEAR          |
| 137833 - | 2000 AZ25              | 3 de gener de 2000     | Socorro              | LINEAR          |
| 137834 - | 2000 AM26              | 3 de gener de 2000     | Socorro              | LINEAR          |
| 137835 - | 2000 AX27              | 3 de gener de 2000     | Socorro              | LINEAR          |
| 137836 - | 2000 AZ27              | 3 de gener de 2000     | Socorro              | LINEAR          |
| 137837 - | 2000 AX28              | 3 de gener de 2000     | Socorro              | LINEAR          |
| 137838 - | 2000 AD29              | 3 de gener de 2000     | Socorro              | LINEAR          |
| 137839 - | 2000 AM32              | 3 de gener de 2000     | Socorro              | LINEAR          |
| 137840 - | 2000 AX32              | 3 de gener de 2000     | Socorro              | LINEAR          |
| 137841 - | 2000 AN35              | 3 de gener de 2000     | Socorro              | LINEAR          |
| 137842 - | 2000 AK37              | 3 de gener de 2000     | Socorro              | LINEAR          |
| 137843 - | 2000 AM37              | 3 de gener de 2000     | Socorro              | LINEAR          |
| 137844 - | 2000 AS37              | 3 de gener de 2000     | Socorro              | LINEAR          |
| 137845 - | 2000 AT37              | 3 de gener de 2000     | Socorro              | LINEAR          |
| 137846 - | 2000 AT41              | 3 de gener de 2000     | Socorro              | LINEAR          |
| 137847 - | 2000 AT43              | 2 de gener de 2000     | Kitt Peak            | Spacewatch      |
| 137848 - | 2000 AT45              | 3 de gener de 2000     | Socorro              | LINEAR          |
| 137849 - | 2000 AY50              | 6 de gener de 2000     | Prescott             | P. G. Comba     |
| 137850 - | 2000 AL52              | 4 de gener de 2000     | Socorro              | LINEAR          |
| 137851 - | 2000 AR52              | 4 de gener de 2000     | Socorro              | LINEAR          |
| 137852 - | 2000 AW52              | 4 de gener de 2000     | Socorro              | LINEAR          |
| 137853 - | 2000 AB53              | 4 de gener de 2000     | Socorro              | LINEAR          |
| 137854 - | 2000 AG54              | 4 de gener de 2000     | Socorro              | LINEAR          |
| 137855 - | 2000 AQ56              | 4 de gener de 2000     | Socorro              | LINEAR          |
| 137856 - | 2000 AP57              | 4 de gener de 2000     | Socorro              | LINEAR          |
| 137857 - | 2000 AT59              | 4 de gener de 2000     | Socorro              | LINEAR          |
| 137858 - | 2000 AX59              | 4 de gener de 2000     | Socorro              | LINEAR          |
| 137859 - | 2000 AX61              | 4 de gener de 2000     | Socorro              | LINEAR          |
| 137860 - | 2000 AK65              | 4 de gener de 2000     | Socorro              | LINEAR          |
| 137861 - | 2000 AA66              | 4 de gener de 2000     | Socorro              | LINEAR          |
| 137862 - | 2000 AP66              | 4 de gener de 2000     | Socorro              | LINEAR          |
| 137863 - | 2000 AQ66              | 4 de gener de 2000     | Socorro              | LINEAR          |
| 137864 - | 2000 AU78              | 5 de gener de 2000     | Socorro              | LINEAR          |
| 137865 - | 2000 AJ82              | 5 de gener de 2000     | Socorro              | LINEAR          |
| 137866 - | 2000 AP82              | 5 de gener de 2000     | Socorro              | LINEAR          |
| 137867 - | 2000 AO83              | 5 de gener de 2000     | Socorro              | LINEAR          |
| 137868 - | 2000 AA84              | 5 de gener de 2000     | Socorro              | LINEAR          |
| 137869 - | 2000 AA86              | 5 de gener de 2000     | Socorro              | LINEAR          |
| 137870 - | 2000 AE86              | 5 de gener de 2000     | Socorro              | LINEAR          |
| 137871 - | 2000 AO86              | 5 de gener de 2000     | Socorro              | LINEAR          |
| 137872 - | 2000 AH87              | 5 de gener de 2000     | Socorro              | LINEAR          |
| 137873 - | 2000 AC91              | 5 de gener de 2000     | Socorro              | LINEAR          |
| 137874 - | 2000 AV93              | 7 de gener de 2000     | Oaxaca               | J. M. Roe       |
| 137875 - | 2000 AE98              | 4 de gener de 2000     | Socorro              | LINEAR          |
| 137876 - | 2000 AR104             | 5 de gener de 2000     | Socorro              | LINEAR          |
| 137877 - | 2000 AB105             | 5 de gener de 2000     | Socorro              | LINEAR          |
| 137878 - | 2000 AS106             | 5 de gener de 2000     | Socorro              | LINEAR          |
| 137879 - | 2000 AJ114             | 5 de gener de 2000     | Socorro              | LINEAR          |
| 137880 - | 2000 AA115             | 5 de gener de 2000     | Socorro              | LINEAR          |
| 137881 - | 2000 AR119             | 5 de gener de 2000     | Socorro              | LINEAR          |
| 137882 - | 2000 AF120             | 5 de gener de 2000     | Socorro              | LINEAR          |
| 137883 - | 2000 AP127             | 5 de gener de 2000     | Socorro              | LINEAR          |
| 137884 - | 2000 AG128             | 5 de gener de 2000     | Socorro              | LINEAR          |
| 137885 - | 2000 AG129             | 5 de gener de 2000     | Socorro              | LINEAR          |
| 137886 - | 2000 AP133             | 4 de gener de 2000     | Socorro              | LINEAR          |
| 137887 - | 2000 AU133             | 4 de gener de 2000     | Socorro              | LINEAR          |
| 137888 - | 2000 AG135             | 4 de gener de 2000     | Socorro              | LINEAR          |
| 137889 - | 2000 AO136             | 4 de gener de 2000     | Socorro              | LINEAR          |
| 137890 - | 2000 AZ146             | 4 de gener de 2000     | Oizumi               | T. Kobayashi    |
| 137891 - | 2000 AJ149             | 7 de gener de 2000     | Socorro              | LINEAR          |
| 137892 - | 2000 AR154             | 3 de gener de 2000     | Socorro              | LINEAR          |
| 137893 - | 2000 AO157             | 3 de gener de 2000     | Socorro              | LINEAR          |
| 137894 - | 2000 AZ158             | 3 de gener de 2000     | Socorro              | LINEAR          |
| 137895 - | 2000 AS164             | 6 de gener de 2000     | Socorro              | LINEAR          |
| 137896 - | 2000 AS167             | 8 de gener de 2000     | Socorro              | LINEAR          |
| 137897 - | 2000 AM169             | 7 de gener de 2000     | Socorro              | LINEAR          |
| 137898 - | 2000 AK172             | 7 de gener de 2000     | Socorro              | LINEAR          |
| 137899 - | 2000 AR187             | 8 de gener de 2000     | Socorro              | LINEAR          |
| 137900 - | 2000 AQ192             | 8 de gener de 2000     | Socorro              | LINEAR          |